# Christel Steffin
Christel Steffin (Alemania, 4 de abril de 1940) es una nadadora alemana retirada especializada en pruebas de estilo libre, donde consiguió ser medallista de bronce olímpica en 1960 en los 4 x 100 metros estilo libre.

## Carrera deportiva
En los Juegos Olímpicos de Roma 1960 ganó la medalla de bronce en los relevos de 4 x 100 metros estilo libre, con un tiempo 4:19.7 segundos, tras Estados Unidos (oro) y Australia (plata); sus compañeras de equipo fueron las nadadoras: Heidi Pechstein, Gisela Weiss y Ursel Brunner.